# Brendan Rodgers (beisbolista)
Brendan Rodgers (Winter Park, Florida, 9 de agosto de 1996) es un jugador profesional estadounidense de béisbol que se desempeña en la posición de segunda base en Colorado Rockies, equipo de las Grandes Ligas de Béisbol (MLB).

## Carrera
Fue seleccionado en la primera ronda en el Draft de la MLB de 2015. En 2019 hizo su debut profesional con el equipo Colorado Rockies, donde lleva jugando seis temporadas.